# 赤田将吾
赤田 将吾（あかだ しょうご、1980年9月1日 - ）は、鹿児島県曽於郡大崎町出身の元プロ野球選手（外野手・内野手）。右投両打。現在は埼玉西武ライオンズの二軍野手コーチを務める。

## 経歴

### プロ入り前
出身地の大崎町が野球よりソフトボールが盛んだったこともあり、同郷の先輩である福留孝介と同様に中沖小学校時代はソフトボールをしていた。大崎中学校を経て、宮崎の日南学園高校に進学。試合前のシートノックの時に赤田のフィールディングを見ていたプロ野球チームのスカウトが、同高校の監督に守備のうまさを指摘したところ、レギュラーとして起用されるようになったという。
高校3年時には「4番・二塁手」として、夏の甲子園大会で活躍（3回戦敗退）。大会後には松坂大輔（横浜高）、杉内俊哉（鹿児島実業高）らと共にU-18日本代表の一員として、第3回AAAアジア野球選手権大会に出場しチーム三冠王となる活躍で優勝に貢献した。
1998年のプロ野球ドラフト会議で西武ライオンズから2位指名を受けて入団。背番号は9。松坂大輔と再びチームメイトとなった。

### 西武時代
1999年、フレッシュオールスターゲームに先発出場し、一軍にも昇格、13試合に出場し、5盗塁を記録した。
2000年は高木浩之の不調もあり二塁での先発出場の機会もあったが、ルーズショルダーの影響もあり、2001年からは外野手に転向した。
2002年、元々右打ちだったが俊足を生かすためスイッチヒッターに転向する。
2003年は夏場以降好調で打率.250の成績を残した。
2004年は小関竜也の不調で終盤から2番打者に定着し、122試合の出場で初の規定打席到達。佐藤友亮との一・二番コンビで高い出塁率を誇った。過去5年間で3本しか打っていない本塁打をこの年だけで9本打った。プレーオフ、日本シリーズをいずれも勝ち抜いてチームとしては12年ぶりとなる日本シリーズ優勝を経験した。
2005年は二番・中堅手のレギュラーを獲得し、夏頃から打率を急上昇させた。打率.272、自己最高の131試合の出場で盗塁20を記録。またこの年の9月1日（25歳の誕生日）にオフィシャルサイト 「侍魂」 を設立。
2006年は主に1番または9番打者として堅実な打撃を見せ、出場124試合で打率は自己最高の.293を記録した。また、リーグ最多タイの三塁打7（西岡剛、鉄平、川﨑宗則と並ぶ）、チーム3位（自己最多）の25犠打、3年連続2桁盗塁を記録した。この年も夏場から調子を上げ、交流戦以降の打率は3割を超えた。
2007年には松坂大輔がボストン・レッドソックスに移籍したため、代わって選手会長に就任したが、開幕直前の3月15日に右太ももを痛め、リハビリに時間がかかり、シーズン終盤の9月5日に一軍登録。しかし出場20試合で打率は.162に終わり、レギュラー再獲得はならなかった。
2008年4月25日のオリックス・バファローズ戦では自身初のサヨナラ満塁本塁打を放ったが、同年5月1日の福岡ソフトバンクホークス戦で大飛球を追ってフェンスに激突、左足首関節捻挫で長期離脱を余儀なくされてしまう。この年も前年より出場機会を増やしたが68試合に留まった。同年のクライマックスシリーズでは12打数6安打、1本塁打、3打点を記録。日本シリーズでは後藤武敏との併用ながら11打数3安打という数字を残し、球団史上初のアジアシリーズ制覇も経験した。
2009年はレギュラーを取り戻すまでには至らず代走や守備固めなどで57試合に出場した。
2010年2月18日、阿部真宏との交換トレードでオリックス・バファローズへ移籍。トレード直前の2月5日にオリックス外野手の小瀬浩之がキャンプ地で転落死し、外野手が手薄になったという事情があった。

### オリックス時代

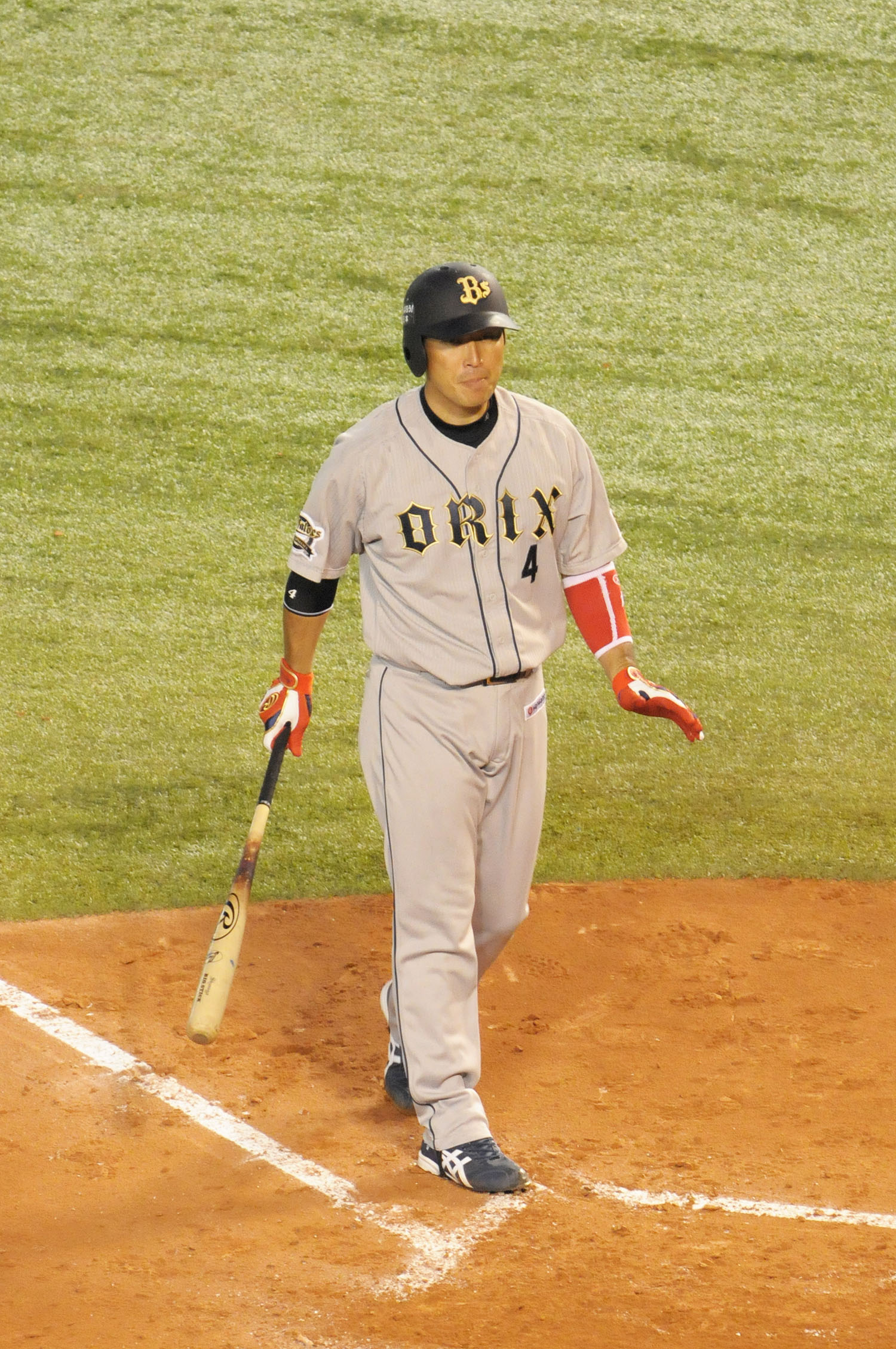
オリックス時代

2010年は、オープン戦で阪神の藤川球児から本塁打を放つなど好調で二番・右翼手として開幕戦に先発出場を果たし、4月4日の対千葉ロッテマリーンズ戦で6年ぶりとなる左打席での本塁打を小野晋吾から打った（2005年から2008年に記録した本塁打はすべて右打席で記録したものである。）。4月10日の対東北楽天ゴールデンイーグルス戦で自身初の2打席連続本塁打、4月20日の北海道日本ハムファイターズ戦で移籍後初のサヨナラ安打、5月18日の対広島東洋カープ戦では左右打席本塁打を記録するなど序盤は好調だったが、次第に不調に陥り二軍降格する。その後は一軍と二軍を行き来し、この年は79試合の出場で打率.217に終わった。
2011年6月14日に一軍登録。主に7番打者として起用され、77試合に出場し規定打席には届かなかったものの、打率.305を記録した。同シーズンは楽天戦だけで3度のサヨナラ安打を記録しており、そのうち7月5日にライアン・スパイアーから記録したものはオリックス球団（オリックス・ブレーブス以降）史上初の3試合連続サヨナラ勝利の3試合目に当たる。7月10日に取得した国内フリーエージェント権を行使せずに2年契約を結び残留。オフに背番号を7へ変更。
2012年は開幕一軍入りを果たし、開幕第4戦目の4月3日、日本ハム戦で決勝打となる適時打を打ってシーズン初白星に貢献し、8月22日の日本ハム戦では2年ぶりの本塁打も打ったものの、シーズン全体では26試合の出場に留まった。2013年1月25日に八木智哉と糸井嘉男との交換トレードで、木佐貫洋・大引啓次と共に北海道日本ハムファイターズへ移籍した。

### 日本ハム時代

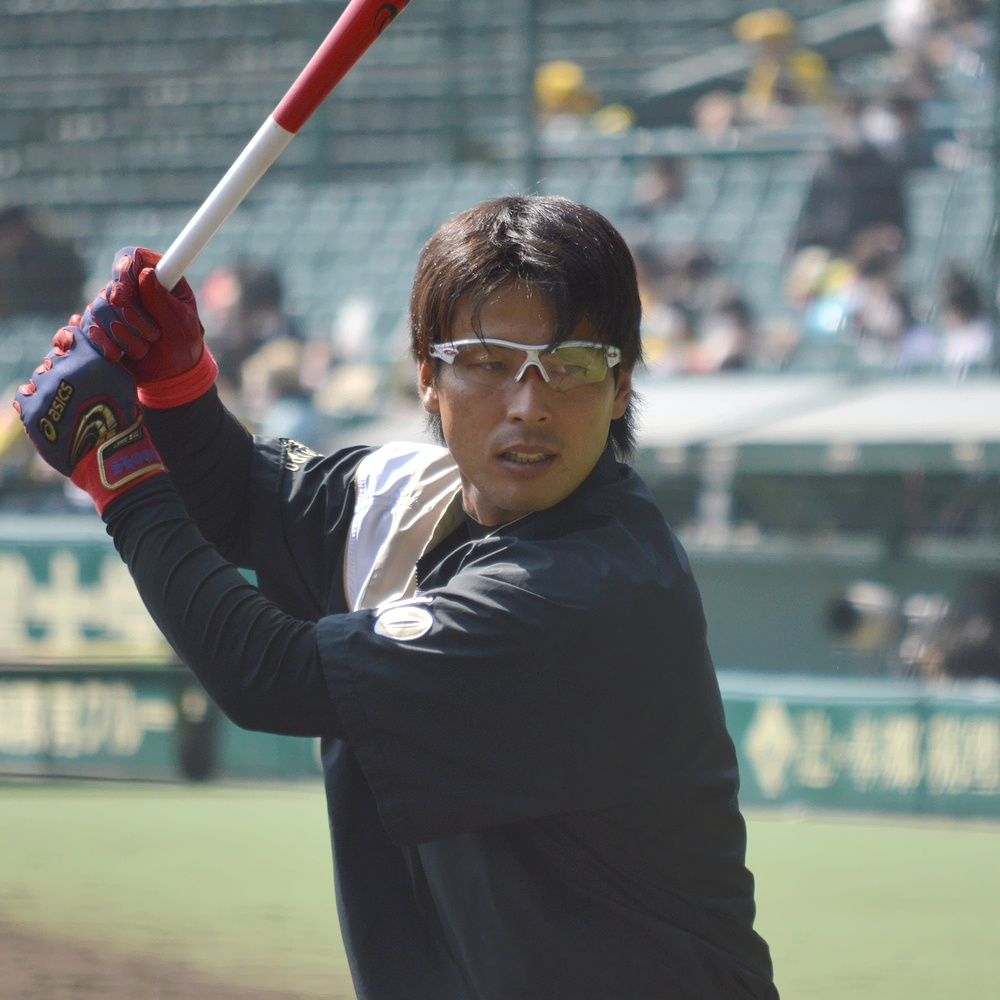
日本ハム時代
（2013年、阪神甲子園球場にて）

2013年は57試合に出場し、限られた出番で打率.273の成績を残した。
2014年はわずか8試合の出場に終わった。シーズン終了後に戦力外通告を受け、10月22日に球団から退団が発表され、一旦は現役続行の意思を表示したが、同月27日に現役引退が発表された。

### 現役引退後
2014年10月29日、埼玉西武ライオンズに翌2015年から新設される「二軍育成コーチ」への就任が発表された。背番号は77。その後、2017年からは二軍打撃兼外野守備走塁コーチに配置転換された。
2017年に台湾で開催された2017アジアウインターベースボールリーグにおいて、NPBウエスタン選抜の打撃コーチを務めた。
2019年からは背番号を86に変更。同年からは一軍打撃コーチを、2022年は二軍外野守備・走塁コーチを務め、2023年シーズンから一軍外野守備・走塁コーチを務める。2025年からは二軍野手コーチに配置転換された。

## 選手としての特徴・人物
左打席では高い出塁率、右打席ではパンチ力を生かした打撃と3年連続2桁盗塁を記録した俊足を武器としている。
プロ入り後にスイッチヒッターに挑戦したが、同じ境遇にあったチームメイトの松井稼頭央の打撃を参考に死にもの狂いで練習し、自分の物にした。
森本稀哲は上原浩治の公式YouTubeチャンネルにて、松坂世代ベストナインの左翼手として赤田の名前を挙げている。
西武同期入団で同学年の松坂大輔とは親友。

## スポーツマンNo.1決定戦
スポーツマンNo.1決定戦には2000年の第6回に19歳で初出場。その後2005年（第11回）、2006年（第12回）、2007年（第13回）、2008年（第14回）と5回出場し、最高成績は第11回大会の総合2位。
プロスポーツマン大会
| 大会       | 放送日       | 総合順位 |
| ---------- | ------------ | -------- |
| 第6回大会  | 2000年1月1日 | 5位      |
| 第11回大会 | 2005年1月1日 | 2位      |
| 第12回大会 | 2006年1月1日 | 5位      |
| 第13回大会 | 2007年1月1日 | 6位      |
| 第14回大会 | 2008年1月1日 | 8位      |

その他詳細はスポーツマンNo.1決定戦 総合順位 種目別順位の項目を参照。

## 詳細情報

### 年度別打撃成績
| 年 度      | 球 団      | 試 合 | 打 席 | 打 数 | 得 点 | 安 打 | 二 塁 打 | 三 塁 打 | 本 塁 打 | 塁 打 | 打 点 | 盗 塁 | 盗 塁 死 | 犠 打 | 犠 飛 | 四 球 | 敬 遠 | 死 球 | 三 振 | 併 殺 打 | 打 率 | 出 塁 率 | 長 打 率 | O P S |
| ---------- | ---------- | ----- | ----- | ----- | ----- | ----- | -------- | -------- | -------- | ----- | ----- | ----- | -------- | ----- | ----- | ----- | ----- | ----- | ----- | -------- | ----- | -------- | -------- | ----- |
| 1999       | 西武       | 13    | 50    | 49    | 7     | 14    | 2        | 0        | 0        | 16    | 5     | 5     | 1        | 0     | 0     | 0     | 0     | 1     | 9     | 1        | .286  | .300     | .327     | .627  |
| 2000       | 西武       | 31    | 79    | 65    | 10    | 10    | 0        | 1        | 1        | 15    | 3     | 2     | 0        | 0     | 0     | 13    | 0     | 1     | 26    | 2        | .154  | .304     | .231     | .535  |
| 2001       | 西武       | 17    | 35    | 32    | 2     | 6     | 1        | 0        | 0        | 7     | 2     | 0     | 0        | 0     | 1     | 2     | 0     | 0     | 5     | 1        | .188  | .229     | .219     | .447  |
| 2002       | 西武       | 37    | 62    | 57    | 4     | 9     | 1        | 0        | 1        | 13    | 2     | 3     | 1        | 4     | 0     | 1     | 0     | 0     | 17    | 2        | .158  | .172     | .228     | .400  |
| 2003       | 西武       | 46    | 94    | 88    | 24    | 22    | 7        | 3        | 1        | 38    | 13    | 4     | 1        | 1     | 0     | 5     | 0     | 0     | 19    | 0        | .250  | .290     | .432     | .722  |
| 2004       | 西武       | 122   | 436   | 374   | 68    | 97    | 18       | 2        | 9        | 146   | 41    | 16    | 5        | 15    | 3     | 42    | 1     | 2     | 87    | 3        | .259  | .335     | .390     | .725  |
| 2005       | 西武       | 131   | 478   | 427   | 56    | 116   | 19       | 3        | 3        | 150   | 24    | 20    | 6        | 18    | 1     | 30    | 0     | 2     | 93    | 8        | .272  | .322     | .351     | .673  |
| 2006       | 西武       | 124   | 518   | 451   | 50    | 132   | 16       | 7        | 2        | 168   | 34    | 16    | 9        | 25    | 4     | 36    | 1     | 2     | 79    | 3        | .293  | .345     | .373     | .717  |
| 2007       | 西武       | 20    | 44    | 37    | 6     | 6     | 1        | 0        | 0        | 7     | 2     | 1     | 0        | 1     | 0     | 5     | 0     | 1     | 8     | 0        | .162  | .279     | .189     | .468  |
| 2008       | 西武       | 68    | 180   | 160   | 29    | 39    | 7        | 1        | 2        | 54    | 13    | 2     | 1        | 3     | 2     | 14    | 0     | 1     | 37    | 4        | .244  | .305     | .338     | .643  |
| 2009       | 西武       | 57    | 88    | 78    | 14    | 16    | 4        | 0        | 0        | 20    | 3     | 1     | 1        | 3     | 1     | 6     | 0     | 0     | 19    | 1        | .205  | .259     | .256     | .515  |
| 2010       | オリックス | 79    | 290   | 253   | 42    | 55    | 8        | 1        | 8        | 89    | 34    | 3     | 1        | 14    | 1     | 22    | 0     | 0     | 66    | 5        | .217  | .279     | .352     | .631  |
| 2011       | オリックス | 77    | 246   | 226   | 17    | 69    | 8        | 1        | 0        | 79    | 17    | 0     | 3        | 2     | 0     | 18    | 0     | 0     | 52    | 3        | .305  | .357     | .350     | .706  |
| 2012       | オリックス | 26    | 76    | 72    | 8     | 10    | 1        | 2        | 1        | 18    | 5     | 1     | 0        | 0     | 0     | 4     | 0     | 0     | 22    | 0        | .139  | .184     | .250     | .434  |
| 2013       | 日本ハム   | 57    | 160   | 143   | 16    | 39    | 6        | 0        | 2        | 51    | 12    | 1     | 2        | 1     | 1     | 15    | 0     | 0     | 36    | 1        | .273  | .340     | .357     | .697  |
| 2014       | 日本ハム   | 8     | 19    | 13    | 4     | 3     | 0        | 0        | 0        | 3     | 1     | 0     | 0        | 0     | 1     | 5     | 0     | 0     | 3     | 0        | .231  | .421     | .231     | .652  |
| 通算：16年 | 通算：16年 | 913   | 2855  | 2525  | 357   | 643   | 99       | 21       | 30       | 874   | 211   | 75    | 31       | 87    | 15    | 218   | 2     | 10    | 578   | 34       | .255  | .315     | .346     | .663  |

- 各年度の太字はリーグ最高

### 年度別守備成績
| 年 度 | 球 団      | 一塁  | 一塁  | 一塁  | 一塁  | 一塁  | 一塁     | 二塁  | 二塁  | 二塁  | 二塁  | 二塁  | 二塁     | 外野  | 外野  | 外野  | 外野  | 外野  | 外野     |
| 年 度 | 球 団      | 試 合 | 刺 殺 | 補 殺 | 失 策 | 併 殺 | 守 備 率 | 試 合 | 刺 殺 | 補 殺 | 失 策 | 併 殺 | 守 備 率 | 試 合 | 刺 殺 | 補 殺 | 失 策 | 併 殺 | 守 備 率 |
| ----- | ---------- | ----- | ----- | ----- | ----- | ----- | -------- | ----- | ----- | ----- | ----- | ----- | -------- | ----- | ----- | ----- | ----- | ----- | -------- |
| 1999  | 西武       | -     | -     | -     | -     | -     | -        | 4     | 5     | 13    | 0     | 2     | 1.000    | -     | -     | -     | -     | -     | -        |
| 2000  | 西武       | 5     | 22    | 3     | 1     | 1     | .962     | 20    | 28    | 26    | 3     | 5     | .947     | -     | -     | -     | -     | -     | -        |
| 2001  | 西武       | -     | -     | -     | -     | -     | -        | -     | -     | -     | -     | -     | -        | 13    | 21    | 0     | 0     | 0     | 1.000    |
| 2002  | 西武       | -     | -     | -     | -     | -     | -        | 2     | 0     | 0     | 0     | 0     | .---     | 34    | 36    | 1     | 0     | 0     | 1.000    |
| 2003  | 西武       | -     | -     | -     | -     | -     | -        | -     | -     | -     | -     | -     | -        | 43    | 49    | 0     | 0     | 0     | 1.000    |
| 2004  | 西武       | -     | -     | -     | -     | -     | -        | -     | -     | -     | -     | -     | -        | 114   | 195   | 4     | 2     | 1     | .990     |
| 2005  | 西武       | -     | -     | -     | -     | -     | -        | -     | -     | -     | -     | -     | -        | 128   | 240   | 3     | 2     | 1     | .992     |
| 2006  | 西武       | -     | -     | -     | -     | -     | -        | -     | -     | -     | -     | -     | -        | 122   | 254   | 10    | 2     | 4     | .992     |
| 2007  | 西武       | -     | -     | -     | -     | -     | -        | -     | -     | -     | -     | -     | -        | 15    | 21    | 1     | 0     | 0     | 1.000    |
| 2008  | 西武       | -     | -     | -     | -     | -     | -        | -     | -     | -     | -     | -     | -        | 57    | 94    | 3     | 0     | 0     | 1.000    |
| 2009  | 西武       | -     | -     | -     | -     | -     | -        | -     | -     | -     | -     | -     | -        | 42    | 49    | 1     | 0     | 0     | 1.000    |
| 2010  | オリックス | -     | -     | -     | -     | -     | -        | -     | -     | -     | -     | -     | -        | 69    | 112   | 3     | 2     | 0     | .983     |
| 2011  | オリックス | -     | -     | -     | -     | -     | -        | -     | -     | -     | -     | -     | -        | 45    | 59    | 1     | 0     | 0     | 1.000    |
| 2012  | オリックス | -     | -     | -     | -     | -     | -        | -     | -     | -     | -     | -     | -        | 15    | 28    | 1     | 0     | 0     | 1.000    |
| 2013  | 日本ハム   | 4     | 21    | 0     | 1     | 2     | .955     | -     | -     | -     | -     | -     | -        | 46    | 57    | 3     | 1     | 0     | .984     |
| 通算  | 通算       | 9     | 43    | 3     | 2     | 3     | .958     | 26    | 33    | 39    | 3     | 7     | .960     | 743   | 1215  | 31    | 9     | 6     | .993     |

### 表彰
- JA全農Go・Go賞：1回（好走塁賞：2003年4月）

### 記録
初記録
- 初出場・初先発出場：1999年8月20日、対オリックス・ブルーウェーブ20回戦（西武ドーム）、「1番・指名打者」で先発出場
- 初打席：同上、1回裏にマーク・ミムズから投手ゴロ
- 初安打：同上、5回裏に戎信行から遊撃内野安打
- 初盗塁：同上、5回裏に二盗（投手：戎信行、捕手：日高剛）
- 初打点：1999年8月21日、対オリックス・ブルーウェーブ21回戦（西武ドーム）、6回裏に金田政彦から中前2点適時打
- 初本塁打：2000年4月21日、対日本ハムファイターズ3回戦（東京ドーム）、8回表に小関竜也の代打で出場、下柳剛から左越2ラン

その他の記録
- 左右打席本塁打：2010年5月18日、対広島東洋カープ1回戦（京セラドーム大阪）、4回裏に青木高広から（右打席）、7回裏に武内久士から（左打席） ※史上17人目（40度目）、日本人選手6人目（15度目）、セ・パ交流戦史上2人目（日本人選手初）

### 背番号
- 9（1999年[2] - 2009年）
- 4（2010年 - 2011年）
- 7（2012年[12]）
- 10（2013年 - 2014年）
- 77（2015年[17] - 2018年）
- 86（2019年[20] - ）

### 登場曲
- He's A Pirate（パイレーツ・オブ・カリビアンより）